# Shuna (Loch Linnhe)
Pour les articles homonymes, voir Shuna.
Shuna est une île du Royaume-Uni située en Écosse.